# Benjamin Gibbs Kohl
Benjamin Gibbs Kohl (* 26. Oktober 1938 bei Middletown (Delaware); † 10. Juni 2010 in Betterton (Maryland)) war ein amerikanischer Historiker mit den Schwerpunkten Spätmittelalter und Renaissance, Herrschaftsgeschichte und Humanismus. Er veröffentlichte eine einschlägige Darstellung der Geschichte Paduas im 14. Jahrhundert. Anerkennung erwarb er sich auch durch die Bereitstellung wichtiger Quellen und Informationen für die Geschichte Venedigs im Spätmittelalter, durch die Sammlung der veröffentlichten Senatsbeschlüsse bis 1400 (The records of the Venetian Senate on disc) und durch das Online-Angebot des verfügbaren Materials über Wahlen in öffentliche Ämter von 1340 bis 1524 (Rulers of Venice).

## Leben und Wirken
Benjamin Gibbs Kohl absolvierte 1960 seinen Bachelor, zwei Jahre später seinen Master an der University of Delaware und wurde 1968 an der Johns Hopkins University in Baltimore in mittelalterlicher und Renaissancegeschichte promoviert. Dort war er der drittletzte der Studenten von Frederic C. Lane. Auf der Grundlage eines Fulbright fellowship konnte er seine Recherchen für seine Dissertation über Padua im 15. Jahrhundert durchführen. Von 1970 bis 1971 war er fellow in post-classical studies an der American Academy in Rome. Am Vassar College begann er als Instructor und stieg nach und nach zum Ordentlichen Professor auf (1993). Emeritiert wurde er im Jahr 2001.
Für einen Lane-Schüler schlug er eigenwillige Forschungswege ein, denn nach der Begegnung mit Giovanni Conversini da Ravenna, einem Humanisten und Höfling der Carrara, übersetzte er wenig bekannte Traktate, womit er periphere Denkmuster und Protagonisten den eher auf die großen italienischen Metropolen konzentrierten Untersuchungen hinzufügte. Ab 1978 gab er diese gemeinsam mit John Witt heraus. Auch übte Gibbs Kohls Anwesenheit am Renaissance-Seminar der Columbia University, wo Paul Oskar Kristeller wirkte, einen nachdrücklichen Einfluss auf ihn aus. 1976 brachte er eine Arbeit über Conversini in Padua heraus, 1985 At the Birth of the Humanities. The Concept of the Studia Humanitatis in the Early Renaissance von dem eine überarbeitete Fassung 1992 in den Renaissance Studies erschien.
Mit Padua under the Carrara, 1318–1405 kam er 1998 auf seine Dissertationsthematik zurück, wobei er ein Werk der konventionellen Geschichtsschreibung vorlegte. Im Ruhestand wandte er sich überwiegend der Geschichte der Republik Venedig zu, wobei er ein Gesamtwerk, das unter dem Titel The Governance of Late Medieval Venice erscheinen sollte, auf zahlreichen Konferenzen vorbereitete. So befasste er sich mit dem „first professional statesman and administrator“ Venedigs, mit Marco Corner (ca. 1286–1368), dann mit den Gesetzen, die schließlich zur Serrata führten, der Abriegelung des venezianischen Adels gegen Aufsteiger. Kurz vor seiner letzten Abreise aus Venedig publizierte er Renaissance Padua as Kunstwerk. Policy and Custom in the Governance of a Renaissance City.
Gibbs Kohl konnte über eine Stiftung Mittel bereitstellen, um 28.000 Seiten häufig konsultierte Archivmaterialien des Staatsarchivs Venedig digitalisieren zu lassen. 2001 veröffentlichte er, nach ersten Versuchen ab 1997, auf CD Records of the Venetian Senate on Disk, 1350-1400. Seit 2008 ist eine Datenbank verfügbar, die unter dem Titel The Rulers of Venice etwa 70.000 Datensätze aufführt, die wiederum aus dem Segretario alle Voci (1340–1524), sowie den Beschlüssen des Großen Rates, des Senates und des Rates der Zehn extrahiert wurden.

## Schriften (Auswahl)
- Renaissance Humanism, 1300-1550. A bibliography of Materials in English, Garland, New York/London 1985.
- mit Helen Lanneau Eaker: Giovanni Conversini da Ravenna. Dialogue between Giovanni and a letter, Medieval & Renaissance Texts & Studies in conjunction with the Renaissance Society of America, 1989.
- mit John E. Law (Hrsg.): Venice and the Veneto, Sonderausgabe der Renaissance Studies, 1994.
- mit Alison A. Smith (Hrsg.): Major Problems in the History of the Italian Renaissance, Boston 1995.
- Padua under the Carrara, 1318-1405, Johns Hopkins University Press, Baltimore/London 1998.
- The Serrata of the Greater Council of Venice, 1282–1323: the documents (posthum herausgegeben von Reinhold C. Mueller), in: Michael Knapton, John E. Law, Alison A. Smith (Hrsg.): Venice and the Veneto during the Renaissance. The Legacy of Benjamin Kohl, Firenze University Press, Florenz 2014, S. 3–34 (28 Dokumente). (academia.edu)